# トヨタモビリティ富山 Gスクエア五福前（五福末広町）停留場
トヨタモビリティ富山 Gスクエア五福前（五福末広町）停留場（トヨタモビリティとやま ジースクエアごふくまえ（ごふくすえひろちょう）ていりゅうじょう）は、富山県富山市五福末広町にある、富山地方鉄道富山軌道線（呉羽線）の路面電車停留場である。
富山県道44号富山高岡線上の併用軌道に設置されている。駅番号はC21。
本項目では、1980年（昭和55年）4月1日に廃線となった同社射水線の新富山駅（しんとやまえき）についても併せて記述する。

## 歴史
当停留場は富山大橋の西岸側に設置されたことから開業当初は新大橋西詰停留場とされた。その後、1926年（大正15年）に越中電気軌道（後の射水線）が当地まで延伸して聯隊橋駅（れんたいばしえき）を開業し、市電と接続した。聯隊橋駅が1934年（昭和9年）に新富山駅に改称されると、市電停留場も1937年（昭和12年）に富山大橋西詰停留場（この名称になった時期は不明）から新富山駅前停留場に改められた。新富山駅前停留場と射水線新富山駅を結ぶ連絡線も建設され直通運転も実施された。市内線と射水線との連絡線は、川の土手下に敷設された射水線との高低差の関係で、急勾配となっていた。なお、未成となった速星線は新富山駅を起点とする計画であり、子会社の加越能鉄道が建設する予定だった加越能高速鉄道も新富山駅を通る計画だった。
1980年（昭和55年）に射水線が廃線となり新富山駅が廃止されると、停留場は「駅前」を外して新富山停留場に改称された。
2006年（平成18年）11月より富山県道44号富山高岡線の神通川に架かる先代の富山大橋の老朽化による架け替えで4車線化、軌道の複線化が進められていたが、2012年（平成24年）3月24日に新しい富山大橋が開通した。それに伴い停留所を上屋つきの相対式2面2線とし、約120 m西方（大学前寄り）の五福交差点東詰へ移設し供用を開始した。

### 2010年代以降の駅名改称
2015年（平成27年）2月2日、富山地方鉄道と富山市は、同年3月14日より停留場名を新富山停留場から「富山トヨペット本社前（五福末広町）停留場」に改称すると発表した。命名権（ネーミングライツ）を導入し、停留場そばに本社が置かれていた富山トヨペットが命名権者となり改称した。
この改称により、読み仮名数が24文字、表記数が17文字となり日本一長い駅名となっていたが、2020年（令和2年）3月20日に京福電気鉄道北野線の等持院駅が等持院・立命館大学衣笠キャンパス前駅に改称されたことで同駅の読み仮名数が26文字となり日本一ではなくなった。
その後、富山トヨペットが企業統合によりトヨタモビリティ富山に社名変更したことと、本社移転により当停留場が本社の最寄り停留場ではなくなったことから、当停留場は2021年（令和3年）1月1日に「トヨタモビリティ富山 Gスクエア五福前（五福末広町）停留場」に再度改称された。改称後の停留場名は読み仮名数が32文字となり、約9か月ぶりに「日本一長い駅名」に返り咲いた。表記数も26文字（「山」と「G」の間のスペースを除くと25文字）となり、前述の等持院・立命館大学衣笠キャンパス前駅や舞浜リゾートラインディズニーリゾートラインの東京ディズニーランド・ステーション駅、リゾートゲートウェイ・ステーション駅などを抜いて日本一となった。ただし、読み仮名数については、岡山電気軌道東山本線の西大寺町停留場が西大寺町・岡山芸術創造劇場ハレノワ前停留場に改称したことで、単独首位ではなくなっている。

### 年表
- 1916年（大正5年）11月22日：富山電気軌道の新大橋西詰停留場として開業[16]。
- 1920年（大正9年）7月1日：富山市に譲渡され、富山市営軌道の停留場となる[17]。
- 1926年（大正15年）7月21日：越中電気軌道、聯隊橋 - 富山北口間開通、聯隊橋駅（れんたいばしえき）開業。
- 1927年（昭和2年）2月23日：越中電気軌道が越中鉄道に社名変更。
- 1934年（昭和9年）9月7日：越中鉄道、聯隊橋駅を新富山駅に改称。
- 1937年（昭和12年）4月10日：富山市営軌道、新大橋西詰停留場を富山大橋西詰停留場に改称認可[18]。
- 時期不詳：富山市営軌道、富山大橋西詰停留場を新富山駅前停留場に改称[1]。
- 1943年（昭和18年）1月1日：富山県交通大統合により富山地方鉄道が設立。越中鉄道は射水線、富山市営軌道は富山市内線（呉羽線）となる[19]。
- 1945年（昭和20年）8月2日：富山大空襲により富山軌道線全線休止[20]。射水線新富山駅も駅舎を焼失するが、1か月足らずで運転を再開した[21]。
- 1946年（昭和21年）5月15日：富山市内線支線・呉羽線（西町 - 新富山駅前間）運転再開[22]。
- 1947年（昭和22年）7月25日：射水線新富山駅の駅舎を再建する[23]。
- 1950年（昭和25年）12月31日：射水線、新富山駅前 - 旅篭町 - 西町間への乗り入れ開始[1][24]。
- 1961年（昭和36年）
  - 7月18日：射水線乗り入れ中止[24]。
  - 9月 - 射水線用駅舎完成[25]。
- 1969年（昭和44年）7月2日：豪雨による富山大橋一部陥没により安野屋 - 新富山駅前間休止[26]。
- 1970年（昭和45年）6月25日：富山大橋復旧に伴い安野屋 - 新富山駅前間営業再開[26]。
- 1977年（昭和52年）8月31日：射水線、新富山駅前 - 富山駅前間への乗り入れ再開[27]。
- 1980年（昭和55年）4月1日：射水線新富山駅 - 新港東口駅間廃止[2][28]。市内線、新富山駅前停留場を新富山停留場に改称[1][20]。
- 1986年（昭和61年）8月21日：射水線駅舎の解体・撤去工事開始。9月10日に射水線の旧駅舎の撤去が完了[29]。
- 2012年（平成24年）3月24日：停留場を約120m大学前寄りの五福交差点東詰へ移設し供用開始。
- 2015年（平成27年）3月14日：停留場名を富山トヨペット本社前（五福末広町）停留場に改称[5][30]。
- 2021年（令和3年）1月1日：停留場名をトヨタモビリティ富山 Gスクエア五福前（五福末広町）停留場に改称[8][9][10][PRESS 3]。

## 停留場構造
2面2線の相対式ホームを有する地上駅。駅舎には上屋が設置されている。移設前は相対式ホーム2面1線の地上駅で2本のホームが1本の線路を挟み込む構造で上屋は設置されていなかった。また停留場の大学前寄り100 m先には鵯島信号所があったが、複線化に伴い廃止された。

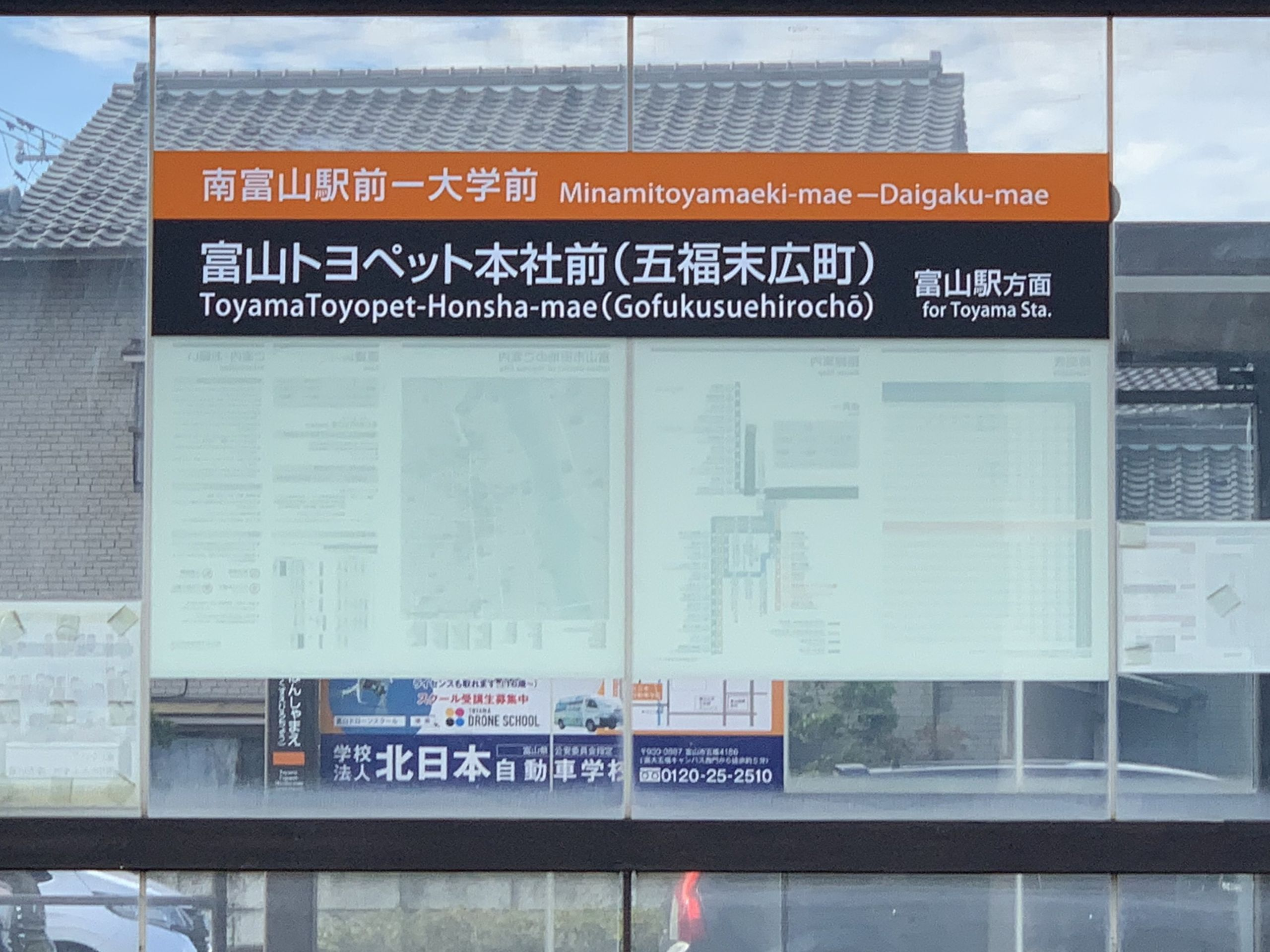
駅名標（2020年11月）
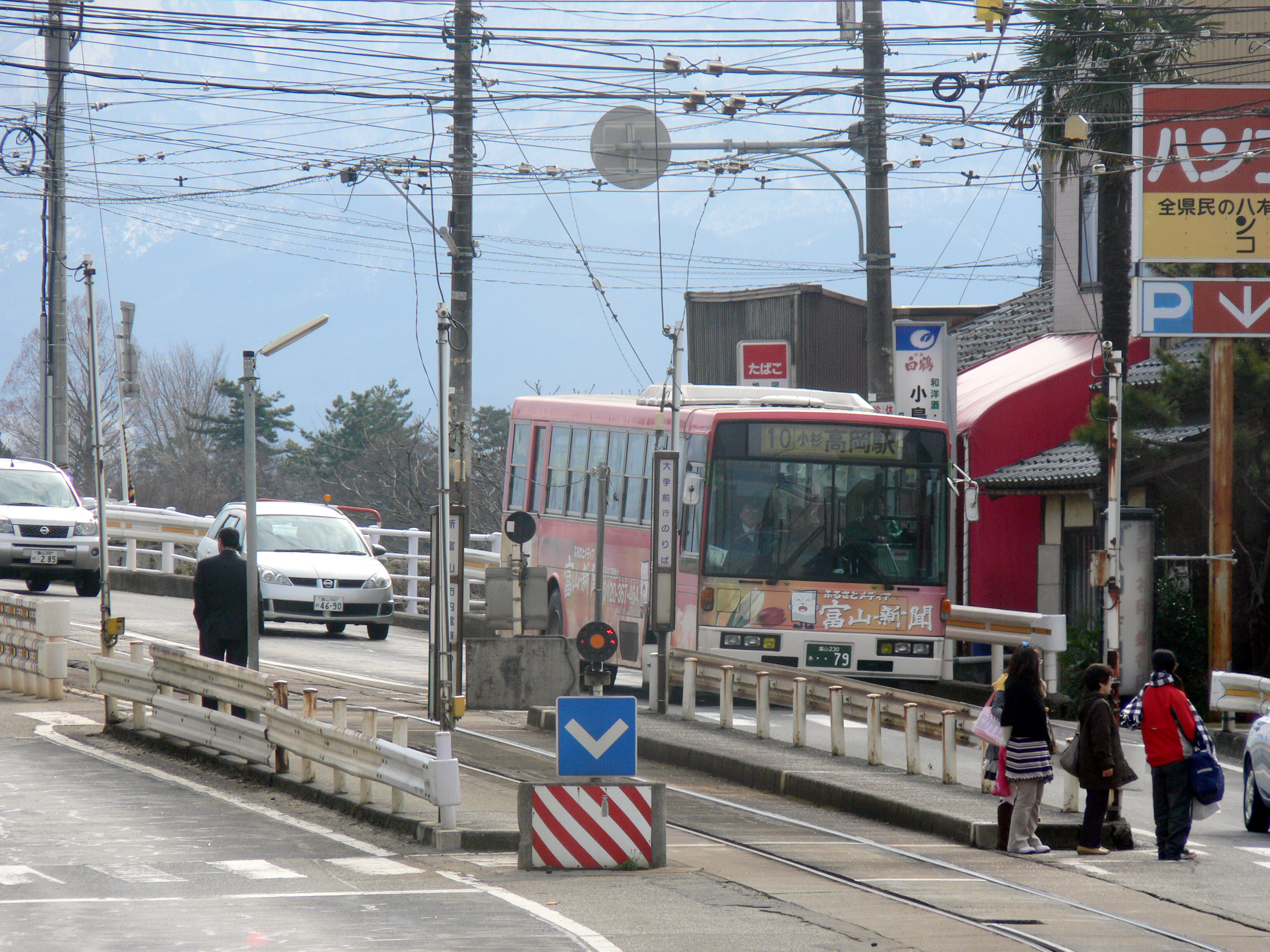
移転前の構内（2009年2月、当時の停留所名は新富山。なお射水線駅舎は写真左手前方向にあった）

### 射水線新富山駅
市内線ホームの北側にあった。駅舎は鉄筋コンクリート2階建てで、駅舎の改札内の階段を下りた所に1面2線の頭端式ホームがあり、また駅舎の西側に設けられた市内線との連絡線上には、簡便な待合室を持つ1面1線の片面ホームがあった。かつては貨物用の側線1線もあったが、1966年（昭和41年）4月の貨物営業廃止後に撤去されている。
射水線用の施設は、同線の廃線後の1986年（昭和61年）8月から9月にかけて解体撤去され、1997年（平成9年）時点では駅舎跡地は駐車場になっていた。2006年（平成18年）時点では駅舎跡地は引き続き地元の建設会社の駐車場で、一段低い位置にあったホーム跡地は道路や住宅用に埋め立てられ、その後2010年（平成22年）時点では高層マンションと富山大橋工事の資材置き場になっていた。

## 停留場周辺
- トヨタモビリティ富山 Gスクエア五福店（旧富山トヨペット Gスクエア富山本店）
- 神通川
- 富山五福ショッピングセンターアリス
- 富山県立富山商業高等学校
- 富山県立富山工業高等学校
- 富山県水墨美術館
- 富山県道7号富山八尾線
- 富山県道56号富山環状線

## 隣の停留場
富山地方鉄道
富山軌道線（呉羽線）
安野屋停留場 (C20) - トヨタモビリティ富山 Gスクエア五福前（五福末広町）停留場 (C21) - 富山大学前停留場 (C22)

### かつて存在していた路線
富山地方鉄道
射水線
新富山駅 - 富山北口駅

### プレスリリース
1. ↑  『学校法人立命館と京福電気鉄道株式会社が連携・協力協定を締結 〜嵐電北野線「等持院」駅が「等持院・立命館大学衣笠キャンパス前」駅へ〜』（PDF）（プレスリリース）学校法人立命館／京福電気鉄道、2020年3月13日。オリジナルの2020年3月13日時点におけるアーカイブ。2020年3月22日閲覧。
2. ↑  “本社移転のご案内”.   富山トヨペット. 2020年2月22日時点のオリジナルよりアーカイブ。2020年4月10日閲覧。
3. 1 2  “停留場名の変更について”.   富山地方鉄道. 2020年12月30日時点のオリジナルよりアーカイブ。2021年1月1日閲覧。